# 张光宇
张光宇（1900年8月25日—1965年5月4日），男，江苏省无锡县人，中国现代漫画家、工艺美术家、设计大师。中央工艺美术学院教授，中国美术家协会理事。

## 生平
1900年8月25日，张光宇生于江苏省无锡县（今无锡市）的一个三代为医的中医家庭。
15岁时，张光宇在上海学习绘制舞台布景，开始创作生涯。1919年在世界画报任编辑，创作了大量插画。由此开始大量商业作品的创作生涯。1921年至1925年，张光宇在南洋烟草公司广告部担任绘画员，后担任公司广告部美术室绘图员。任职期间，除工资待遇较好外，美术学习氛围较佳，他受到西洋美術极大的影响。
他在英美烟草公司任职期间，除职业创作外，亦拓展个人事业。1927年于上海参与成立了上海漫画会。同年，担任电影《美人计》美术顾问。1934年，张光宇和友人邵洵美、叶浅予、鲁少飞、黄文农、林语堂、三弟张正宇等人合作成立“时代图书公司”。
张光宇在上海期间，编辑出版了《上海漫画》、《时代漫画》、《独立漫画》等杂志，幽默辛辣，讽刺南京国民政府的腐败。期间还创作了大量插图画册，代表作有《水浒人物列传》系列，《二十四孝》，《神笔马良》，《民间情歌》等。张光宇对中国历代工艺美术和神话故事等有广泛研究，而且很善于大量汲取西方现代美术的新鲜经验。德国包豪斯学派、苏俄构成主义先锋艺术、墨西哥现代主义壁画、以及德国表现主义等，对他都有很大影响。他曾在传统基础上设计现代主义家具，设计大量小说封面，插画和电影海报等。取材广泛，形式多样，风格多变。
抗日战争期间，张光宇流寓桂林，柳州，重庆，记录民众艰苦，揭露重庆国民政府官僚在后方的贪腐行为。于1945年完成的故事新编类彩色连环画西游漫记，共分成10回，每回6幅附有文字說明的畫。內容類似章回體小說，以神話諷刺當時社會。
1946年，移居香港。中华人民共和国成立后的1949年底，张光宇从香港回到内地。来到北京任教，继续创作漫画，设计杂志封面，宣传海报，书籍，邮票等。还曾为万氏兄弟经典动画电影《大闹天宫》执掌美术设计。
1960年，张光宇病重，行动、说话不便，因此长年在家养病。期间，仍坚持艺术创作。1965年5月4日，张光宇逝世。

## 评价
张光宇对中国艺术史的贡献在他逝世之后的二十年里鲜为人知，直到1990年代才在张仃，丁聪等与他共事过的艺术家的呼吁下，得到中国公众和设计领域重视，被认为是中国20世纪重要艺术家和设计师之一。作品曾於重慶、成都、香港、蘇州巡展。

## 作品
《神笔马良 》插画故事书
《民间情歌》
《大闹天宫》 动画电影
《西游漫记》插画故事书
《近代工艺美术》
《儒林外史》 插画故事书

## 家庭
父亲张亮生，母亲曹氏。弟曹涵美（张美宇）、张正宇均为画家。